# 香港文化中心

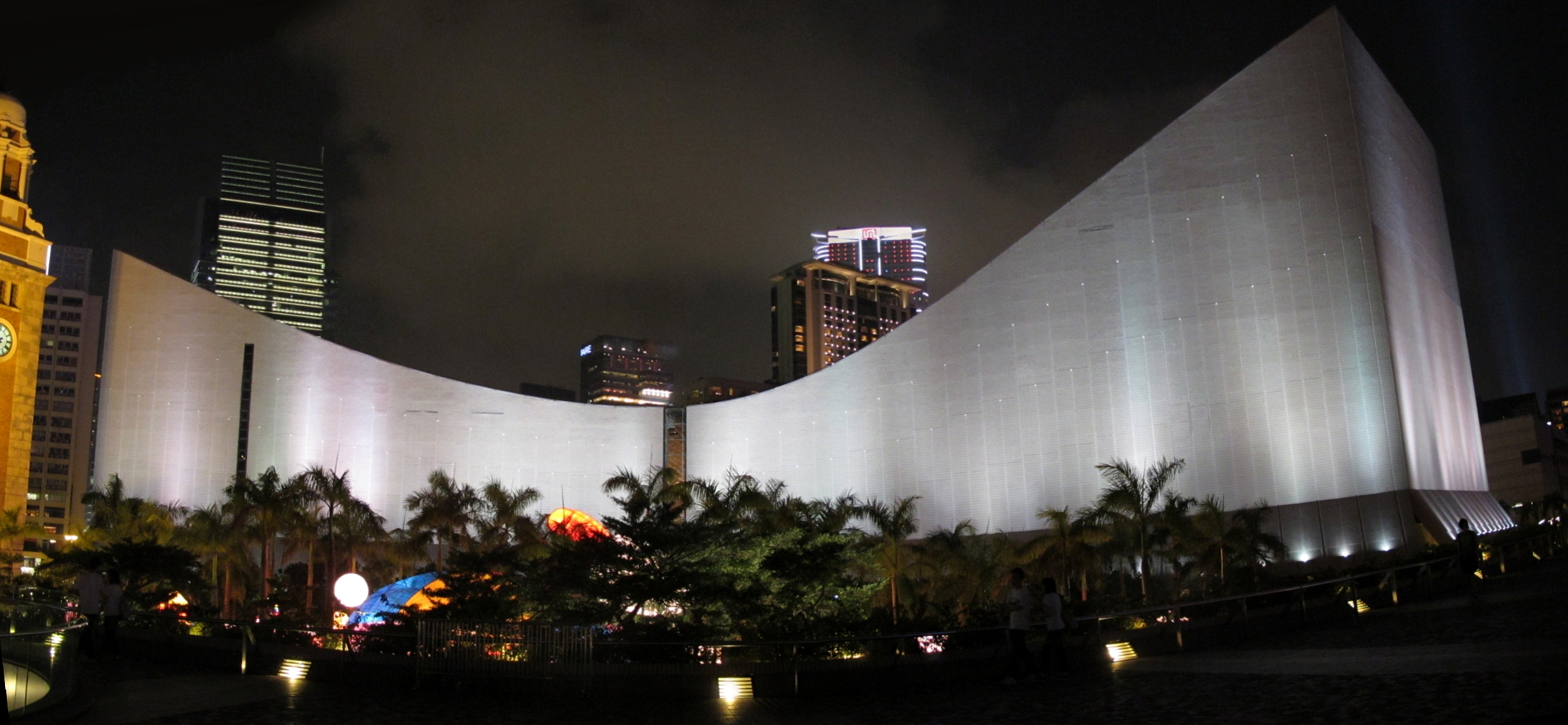
香港文化中心及尖沙咀鐘樓夜景

香港文化中心（英語：Hong Kong Cultural Centre，縮寫：HKCC），簡稱文化中心，是香港主要的文化藝術表演場地之一，前身為九廣鐵路尖沙咀總站，位於九龍尖沙咀梳士巴利道10號，毗鄰香港太空館和香港藝術館。香港文化中心設有音樂廳、大劇院及劇場三個主要表演場地，以供進行各式音樂會、歌劇、戲曲、舞蹈表演及電影放映等文化藝術活動。中心亦設有展覽館、排練室和會議室等。現由康樂及文化事務署管理。
香港文化中心與相隔維多利亞港，位于香港島灣仔的香港會議展覽中心相對。

## 歷史

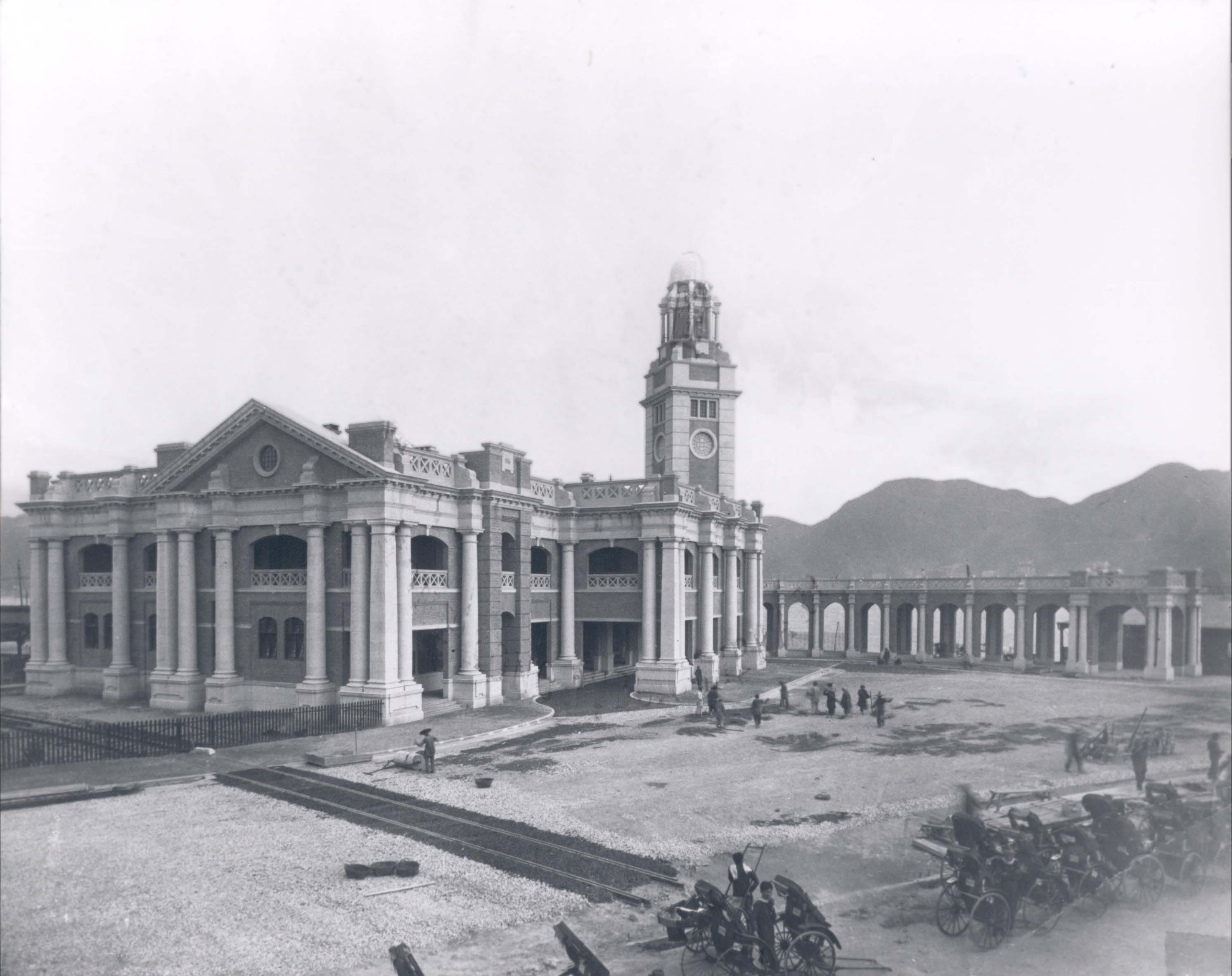
香港文化中心現址昔日是九廣鐵路總站

香港文化中心舊址是舊九廣鐵路的尖沙咀九龍車站，九龍車站於1978年拆卸後，地皮建為現有香港文化中心建築群，而總站的尖沙咀鐘樓則保留至今。

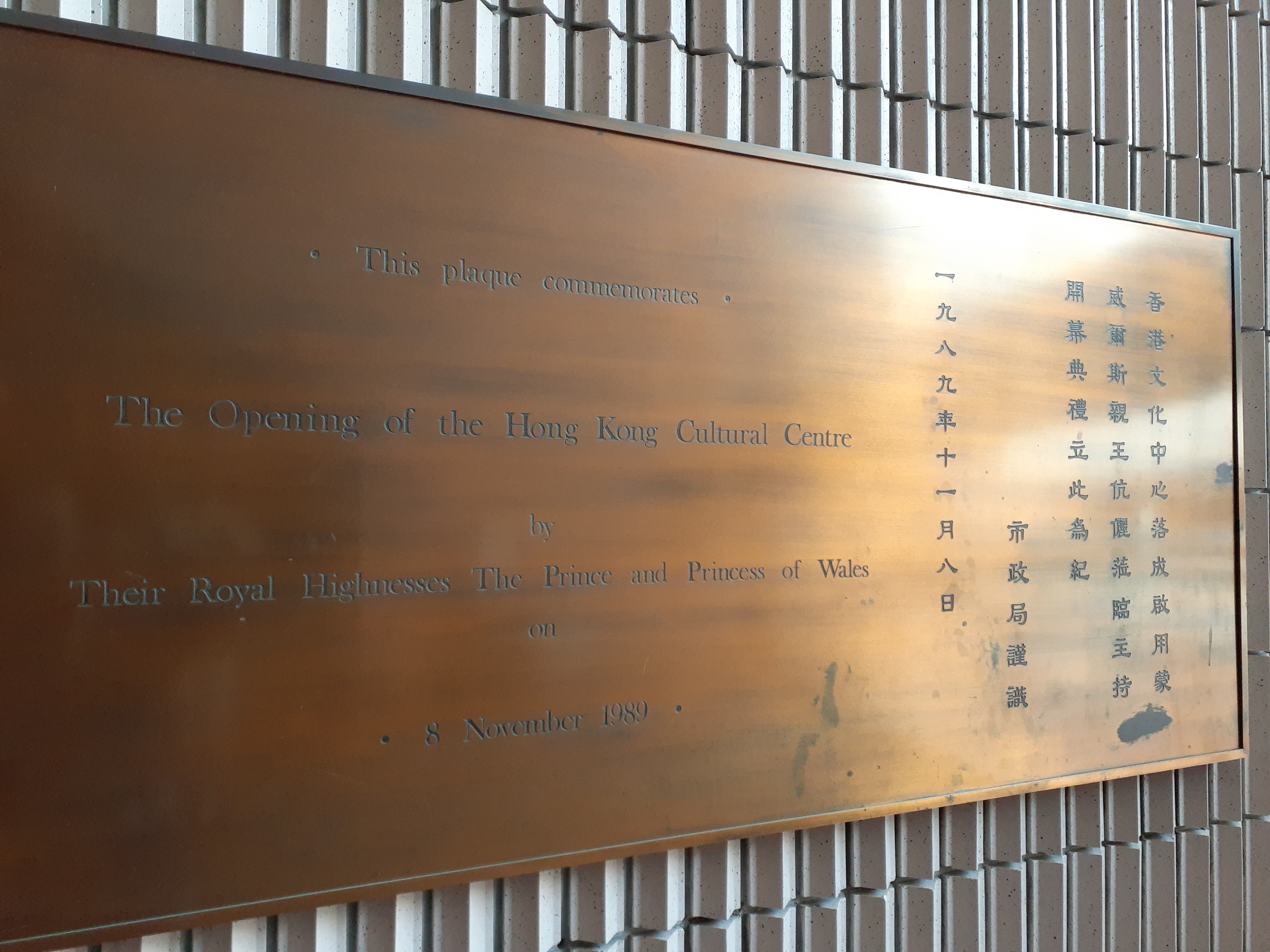
紀念時任英國皇儲查理斯王子與戴安娜王妃於1989年11月8日主持開幕典禮的牌匾

香港文化中心於1979年1月4日由時任香港總督麥理浩主持奠基，1986年9月開始興建，並於1989年11月8日啟用，由政府建築署負責設計，並由日本熊谷組承建，佔地5.2公頃，提供82,231平方米樓面面積。當時更由時任英國皇儲查理斯王子（即英皇查理斯三世）及戴安娜王妃主持揭幕儀式。
2013年8月起，文化中心進行首次大型翻新工程，工程包括翻新大堂中庭及洗手間。

## 建築設計

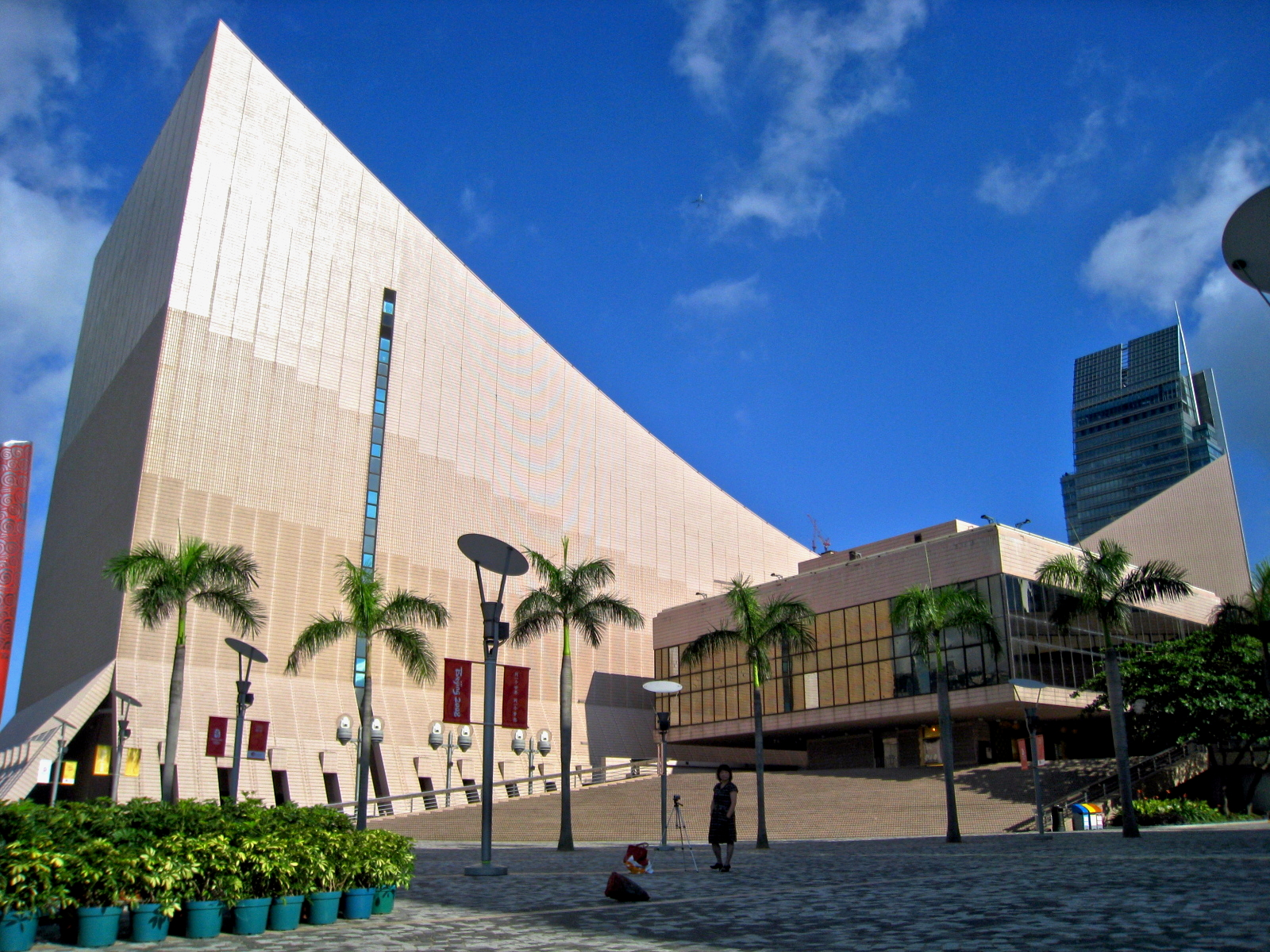
文化中心主樓及餐廳大樓

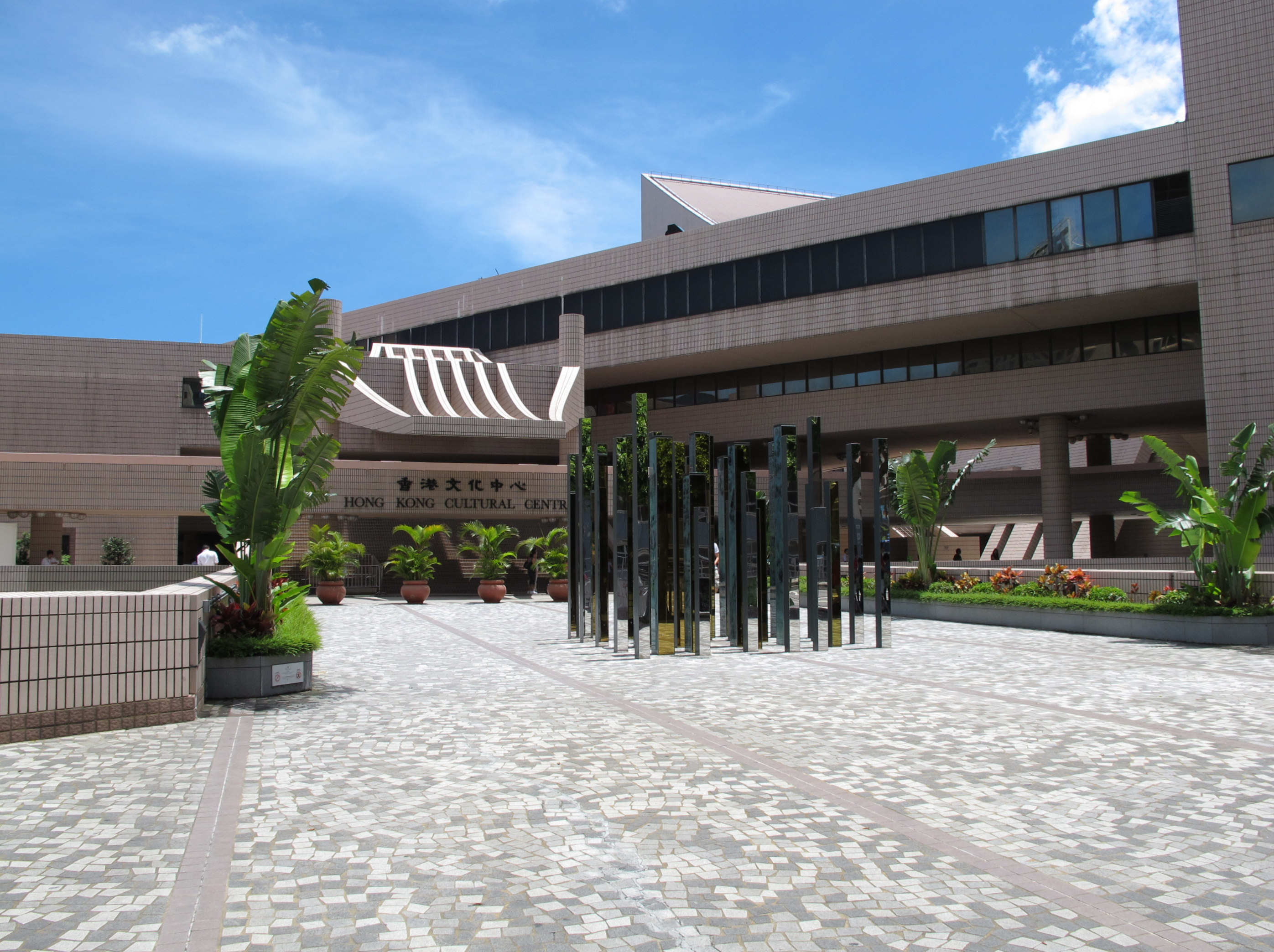
香港文化中心行車道入口

香港文化中心（連同香港藝術館）由當時香港政府建築署署長李銘根負責設計。其設計意念是令建築物從天上俯瞰像展開的翅膀；從地上仰望像風帆，並運用光線和曲線，配合尖銳硬朗的角形。
香港文化中心的建築設計被個別文化界人士批評外觀醜陋，甚至形容像公廁。這座位處維多利亞港海旁，面向舉世聞名五彩繽紛的繁華夜景，被曾參與設計的西班牙畢爾包古根漢博物館的香港建築師陳日榮批評居然「一隻窗也沒有」，糟蹋了美麗的維港海景。他倡議文化中心重建，以玻璃作建築材料，在文化中心內的人，不會像困在盒子般。對於文化中心的外觀，香港導演趙良駿表示：「多年都看不順，甚至不介意年青人噴漆塗鴉，反正都是難看。」室內設計工作者木子評論稱：「沒空間、密不透風的，文化中心最沒文化。」文化倡議者黃英琦曾撰文指文化中心建築設計醜陋，代表不了香港的國際形象，令香港蒙羞多年。但李銘根在接受香港建築師學會50週年專訪時，解釋沒窗戶的設計是基於其實用性及成本控制，並以香港演藝學院的建築成本作比較。

## 設施

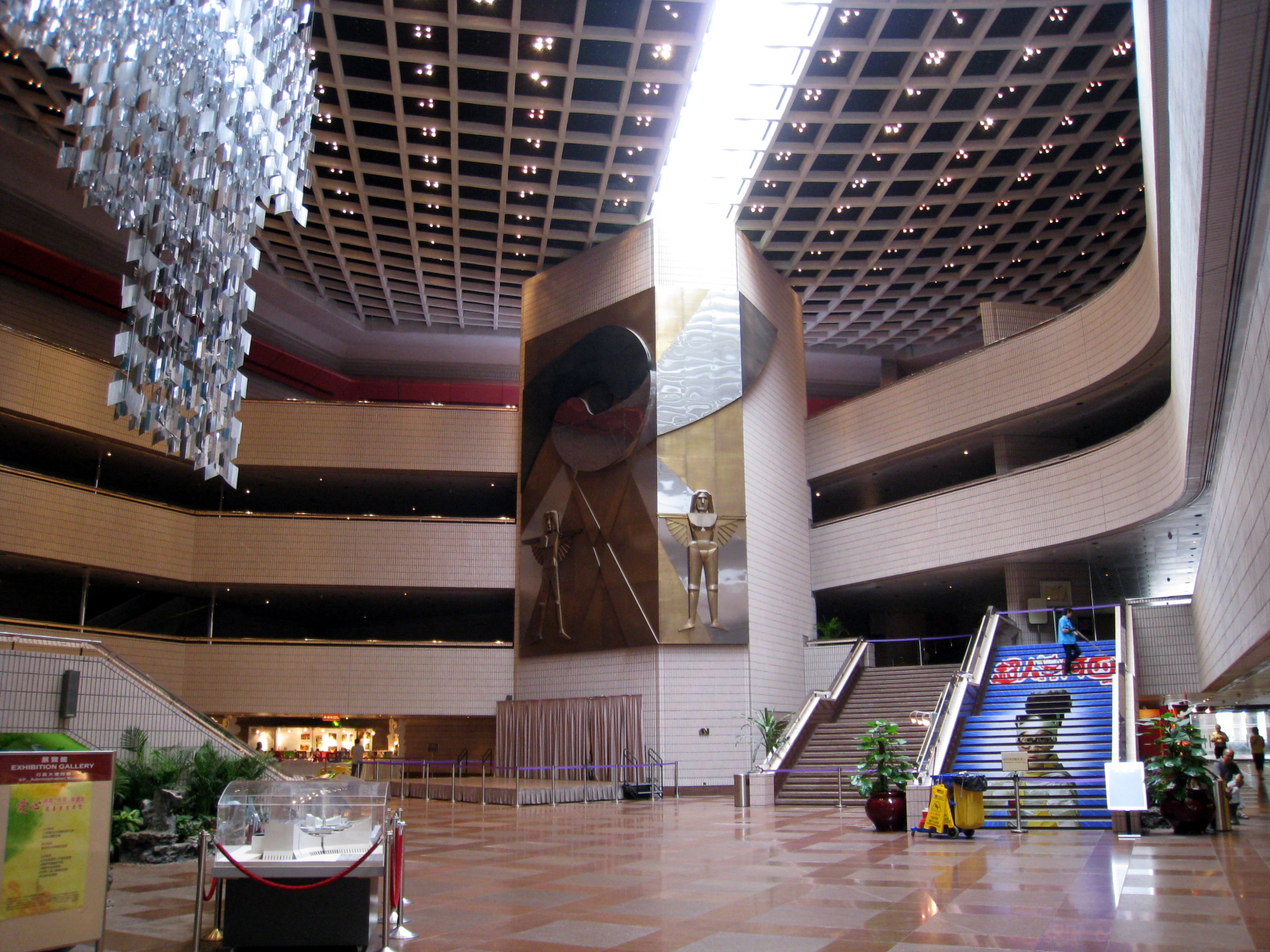
香港文化中心大堂

### 音樂廳

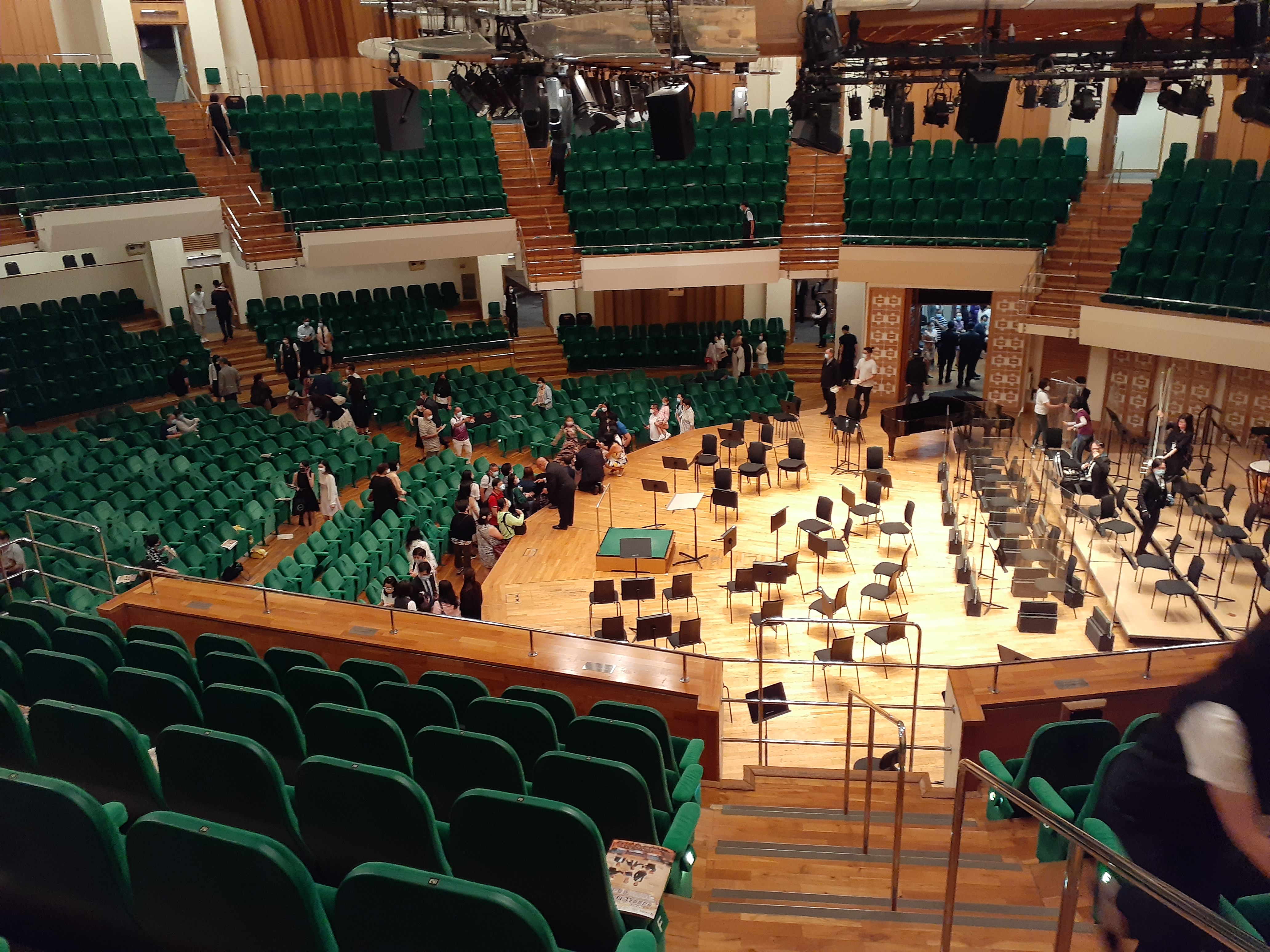
音樂廳

音樂廳設計呈橢圓形，共有1,971個座位，並設有可調校的迴音罩及簾幕，以配合各類型音樂會的演出。多個國際知名的管弦樂團、合唱團及音樂家均在此演出。
音樂廳內安裝了一座由奧地利萊格公司以人手製造的管風琴。這座管風琴一共有4個鍵盤、93個音栓和8000支音管，是世界上最大的管風琴之一及東南亞以機械操作的最大型管風琴。製造材料是歷來極受珍視的各種金屬和木材。金屬方面以錫和銅為主，而不同的組件則以各式木材來製造。

### 大劇院
大劇院觀眾席分3層共有1,734個座位，席間設有紅外線系統，可提供五種語言即時傳譯。備有各種現代化舞台設施，其中包括先進的旋轉換景系統和一個可以容納110名樂師的電動升降樂隊池。國際級大型音樂劇《歌劇魅影》與《孤星淚》都曾在此上演。大劇院也是每年香港電影金像獎頒獎典禮的固定舉辦場地。

### 劇場
備有靈活舞台設計的劇場，可變化為單向、橫向、三向或中央形式，切合不同製作的需要，劇場則可容納303至496名觀眾，主要用作演出小型戲劇（話劇）、舞台劇和舞蹈表演。

### 展覽館
展覽館位於行政大樓4樓，287平方米的展覽空間可作不同的間隔組合配置。展覽館亦設有音響與投射器材、會議及工作坊等多種用途。

### 大堂展覽場地
大堂設有4個特定展覽場地，備活動掛畫板及可調校角度射燈，供小型藝術展覽使用。

### 排演室、練習室、會議室
音樂廳及大劇院兩翼上層，共設有11個排演室和練習室，面積由16平方米至300多平方米不等，適合排練及講課等活動。而行政大樓4樓設有兩個會議室，供會議、講座及班組等用途。備有桌椅，另外可以租賃音響系統和放映器材。

### 露天廣場

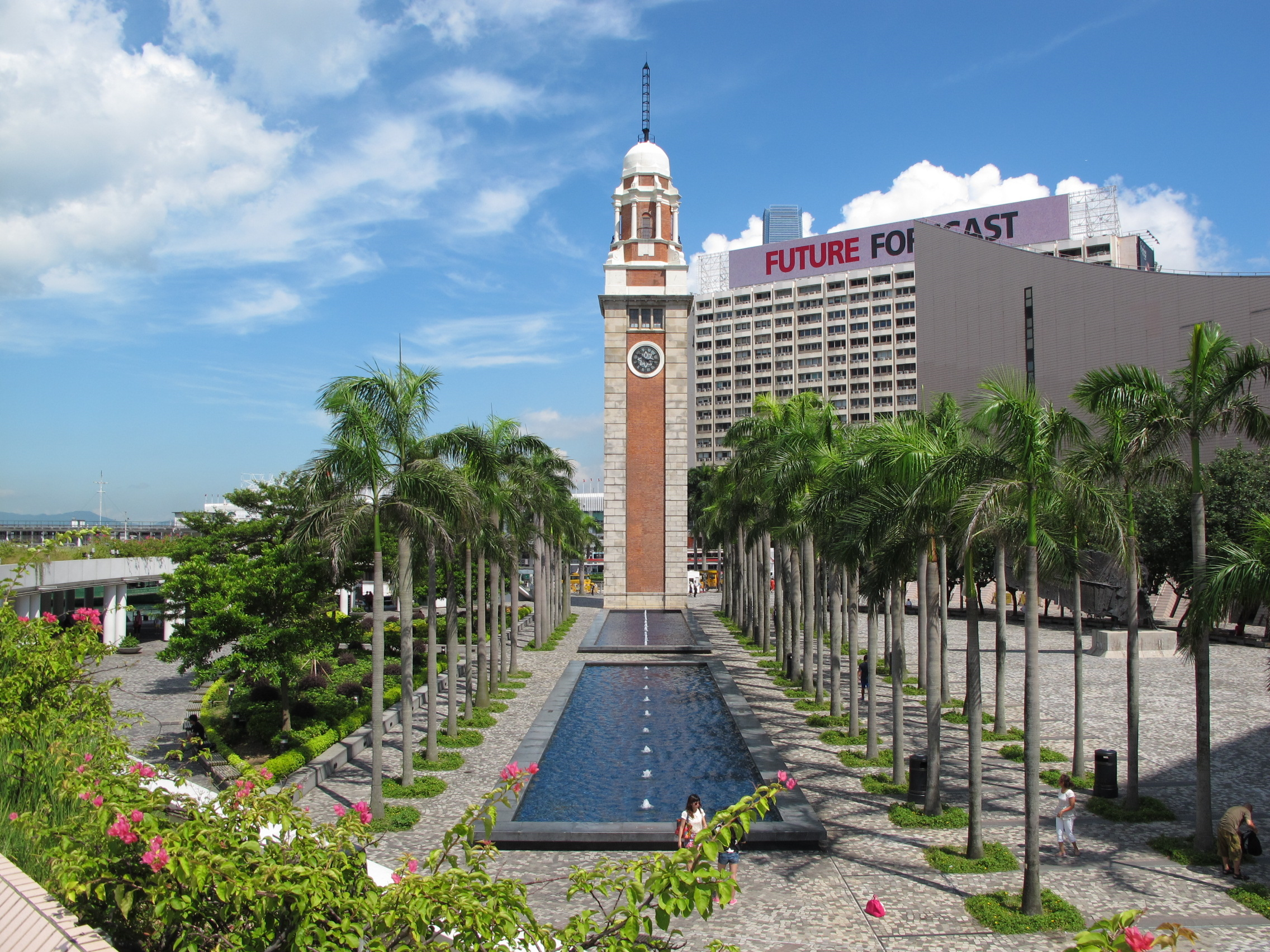
香港文化中心廣場

露天廣場設有4個區域（3個位於香港文化中心的西南面，1個位於東面）供註冊團體租用舉辦戶外活動。

### 其他設施

#### 餐廳大樓
大樓樓高2層，地下設Deli and Wine及Maxim's Café，2樓為映月樓。所有餐廳均由美心集團營運。原有的Café Muse西餐廳在2017年結業；於1989年開業的映月樓曾於2017年更名為翠韻軒，及後於2022年重新命名為映月樓。
- 星巴克連鎖咖啡店
- 向日葵文化良品
- 城市電腦售票網售票處

## 雕塑遭移除事件

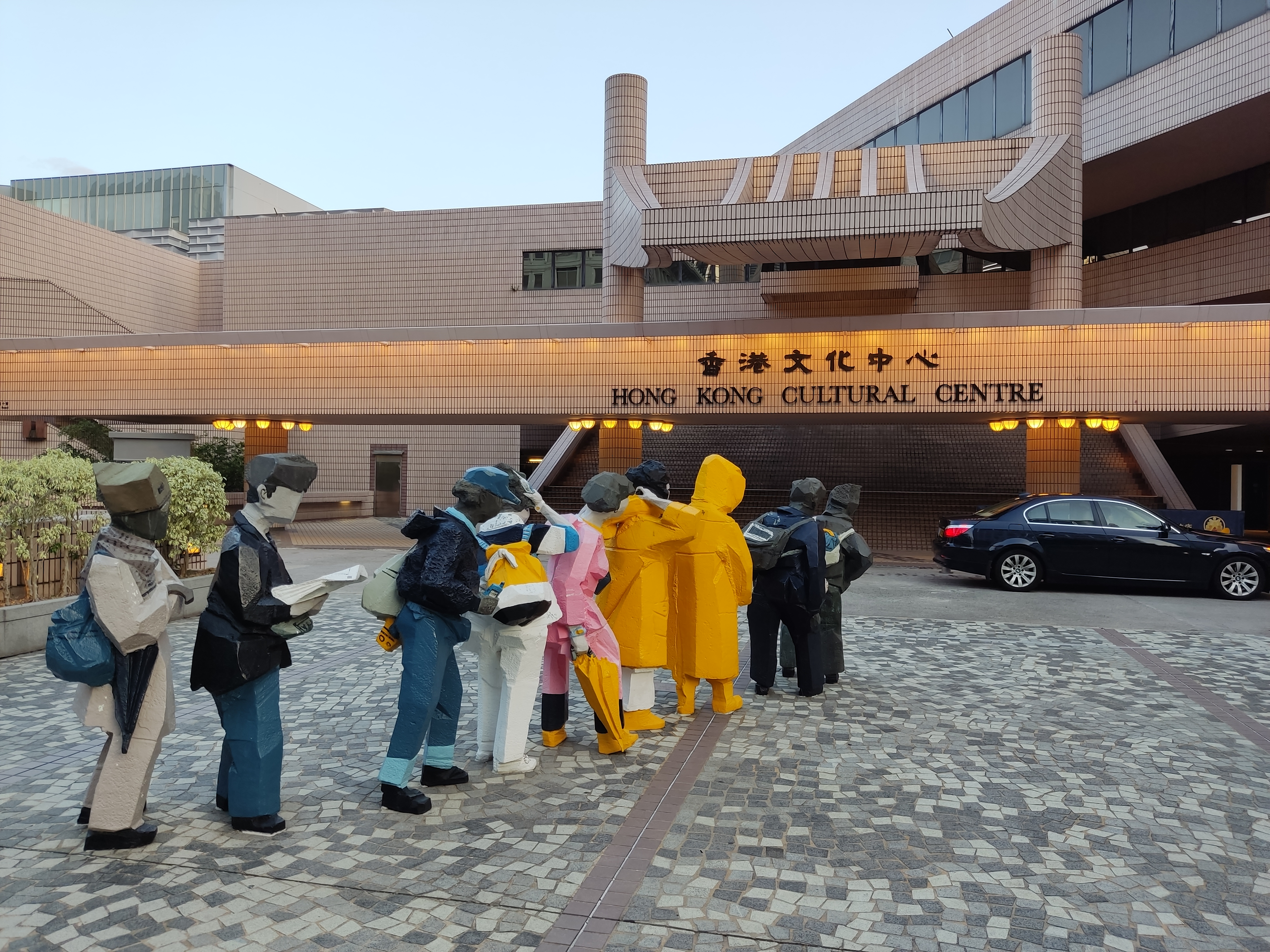
朱銘創作的雕塑作品《人間系列──排隊》自2017年開始展示，到2024年6月突然被圍封，最後在2025年4月底遭移除

2017年，中心上落客區旁設置了由台灣雕塑家朱銘設計的雕塑作品《人間系列—排隊》，不過由2024年6月突然被圍封。圍板曾經展示雕塑的原貌，不過其後身穿黃色雨褸的人其後遭遮蔽。當時康文署指出雕塑結構出現安全隱患，而需要進行評估。到2025年2月，康文署舉行傳媒荼敍時，時任署長陳詠雯表示該展品正進行復修，並同朱銘工作室保持聯繫。她又指雕塑已經擺放多年，應該考慮更換新的展品給市民。不過該雕塑最後在2025年4月底遭移除，目前展示全運會吉祥物「喜洋洋」及「樂融融」。

## 開放時間
每日09:00-23:00。

## 鄰近
| - 1881 - 半島酒店 - 香港太空館 - 香港藝術館 - 尖沙咀碼頭 - 香港星光大道 | - 尖沙咀海濱花園 - Victoria Dockside - 梳士巴利花園藝術廣場 - 公眾碼頭6號及維多利亞港 - 尖沙咀天星碼頭公共運輸交匯處 |

## 外部連結
- 香港文化中心 （页面存档备份，存于）（官方網頁）
- 由衛星觀看的圖像 - Google Maps
- 香港尖沙咀文化中心露天廣場，變身為香港奧林匹克廣場，附設迷你水立方 - 中國新聞網
- OpenStreetMap上有關香港文化中心的地理